# Café Procope

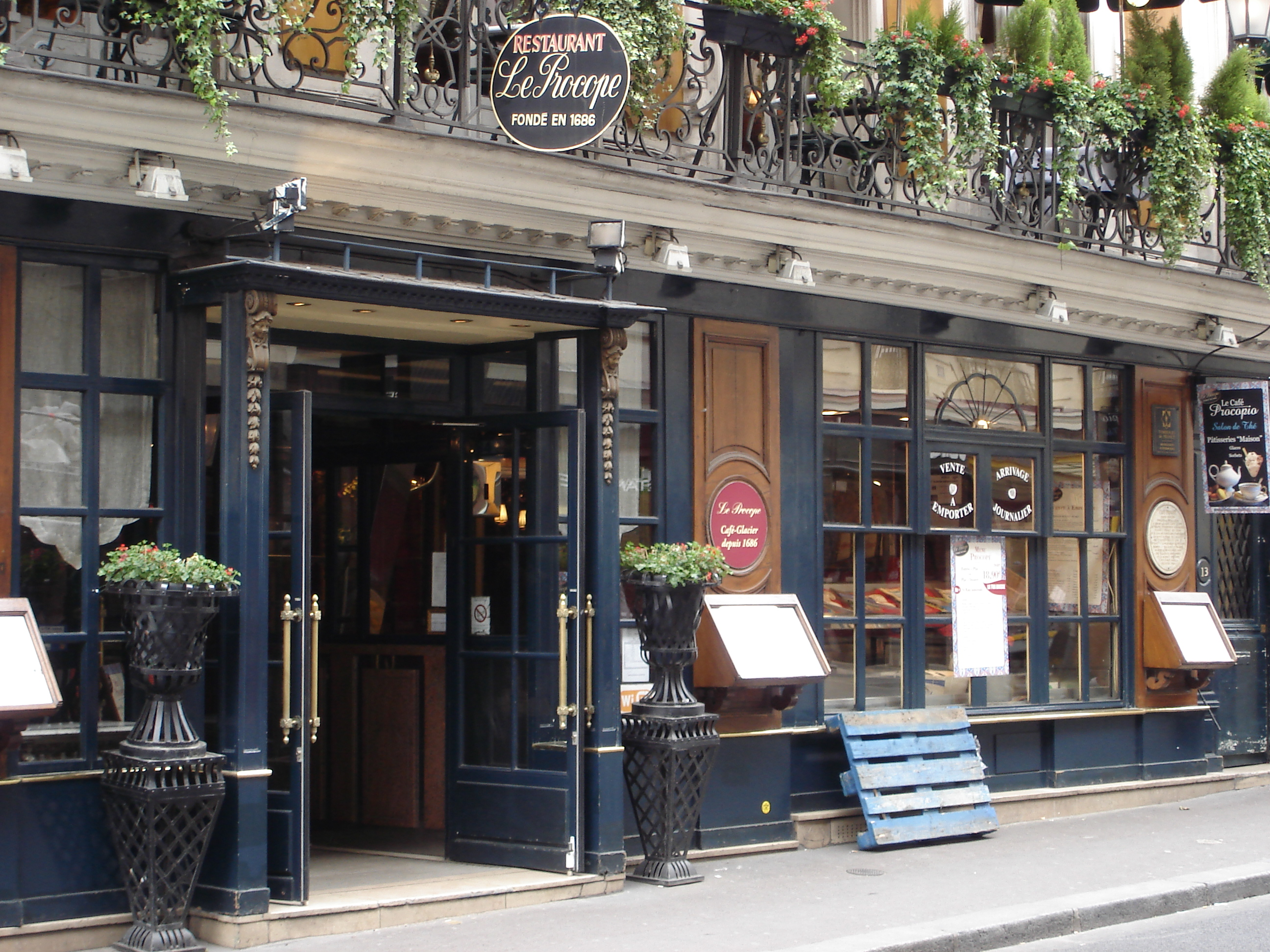
Café Procope, 2010

Das Café Procope – auch Le Procope genannt – ist eines der ältesten existierenden Restaurants der Welt. Das sogenannte „große Kaffeehaus“ befindet sich direkt im Quartier Latin in Paris. Bekannt wurde es als Treffpunkt von Schriftstellern und Künstlern der Aufklärung. Es befindet sich noch heute in Paris in der 13 rue de l’Ancienne Comédie.
Über zwei Jahrhunderte besuchte jeder, der Rang und Namen in der Welt von Kunst, Politik, Wissenschaft oder Literatur hatte, das Café Procope.

## Anfänge

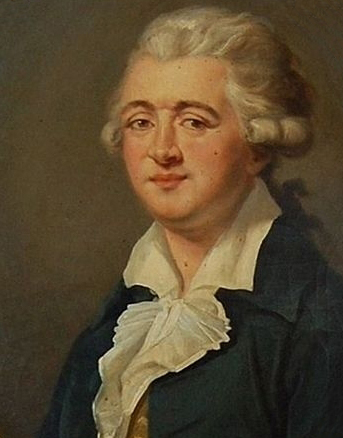
Francesco Procopio oder Procopio Cutò (1651–1727)

Im Jahre 1686 wurde es von dem italienischen Edelmann (gebürtiger Sizilianer) Francesco Procopio dei Coltelli (1651–1727) (oder Procopio Cutò, auch Francesco Procopio Cutò der sich in Frankreich François Procope nannte) in der Rue des Fossés Saint-Germain (die heutige n° 13 Rue de l’Ancienne Comédie) eröffnet. Es war das erste Kaffeehaus von Paris. Der große Erfolg des Lokals führte rasch dazu, dass sich Kaffeehäuser als Pariser Institution durchsetzten. Neben Kaffee bekam man im Procope auch eine weitere Neuheit serviert, die Eiscreme. Auch hielten hier die Damen der Bourgeoisie in ihren Kutschen, um sich auf einem silbernen Tablett Kaffee an den Wagen bringen zu lassen.
Aufgrund des vornehmen, aber dennoch gemütlichen Ambientes, der angenehmen Umgebung (die Salle des Fossés-Saint-Germain, bis 1770 Sitz der Comédie-Française, befindet sich in der Nähe) und nicht zuletzt wegen der angebotenen köstlichen Speisen und Getränke, wurde das Café bald zu einem beliebten Treffpunkt der Pariser Gesellschaft. Hauptsächlich jedoch wurde es zu einem Diskussions-Forum von Literaten und Philosophen, so dass das Café sich bald zum ersten Literaten-Café überhaupt entwickelte und als Beobachtungsstand des intellektuellen Lebens galt.

## Das Café im 18. Jahrhundert
Als Francois Procope starb, übernahm sein Sohn das Café.
Zusätzlich zum Künstlertreff entwickelte sich das Café als Stätte des politischen Austauschs. Es wurde gerne von Philosophen der Zeit aufgesucht, so entwickelte sich hier im 18. Jahrhundert die aufklärerische Philosophie Frankreichs. Von Voltaire über Rousseau und seinen Freund Diderot, Beaumarchais, Balzac, Victor Hugo und Verlaine bis hin zu Anatole France
und weitere wichtige und weniger wichtige Philosophen der Pariser Szene – sie alle frequentierten das Café ebenso wie Napoléon Bonaparte. Das Café wird sogar mit der Entstehung der Grundgedanken der Französischen Revolution in Verbindung gebracht.

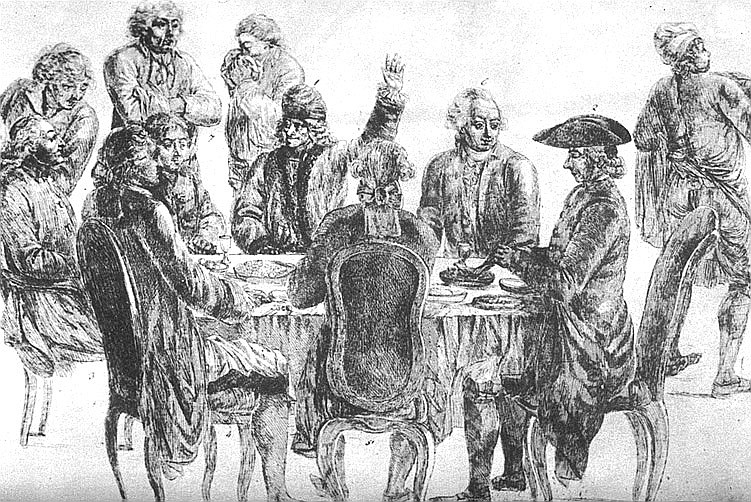
Jean Huber: Fiktive Begegnung Voltaires und Diderots im Café Procope

Im Laufe des 18. Jahrhunderts baute das Lokal, auch weil es sich gegenüber der Comédie-Française befand, seine Anziehung auf Schriftsteller, Philosophen, Schauspieler und Musiker weiter aus. So wurde das Procope auch zum Treffpunkt der politischen und geistigen Opposition, was dazu führte, dass das Königshaus die Gäste regelmäßig bespitzeln ließ. Der französische Historiker Jules Michelet schrieb, dass diejenigen, „die sich Tag für Tag im Procope versammelten, mit durchdringendem Blick in den Tiefen ihres schwarzen Getränks die Jahre der Revolution aufscheinen sahen“.

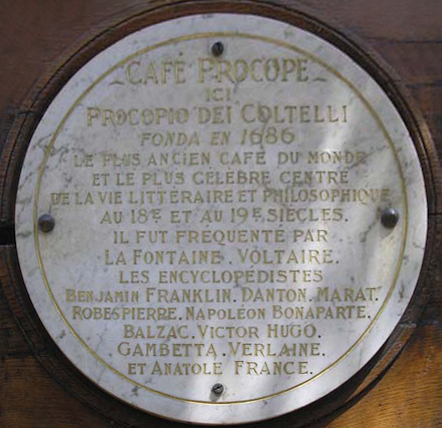
Tafel am Café Procope

## Das Café im 19. Jahrhundert bis heute
Im 19. Jahrhundert nahm die Bedeutung des Procope als Literatencafé ab. Einige Zeit war es noch der Treffpunkt der Conférence Molé-Tocqueville, des einflussreichsten Debattierklubs Frankreichs. Spätere Besitzer bauten es zu einer Trinkhalle um. Danach wurde es als vegetarisches Restaurant betrieben.
Heute ist es ein bekanntes Spezialitätenrestaurant im Quartier Latin, das über Detailausstattung der Räumlichkeiten versucht, die Verbindung zur Vergangenheit des 17. und 18. Jahrhunderts zu bewahren.

## Bekannte Gäste
- Denis Diderot
- Benjamin Franklin
- Jean-Jacques Rousseau
- Voltaire
- Marquis de Condorcet
- Alexander von Humboldt[3]